# Осада Карса (1828)
Оса́да Ка́рса — сражение за укреплённый город Карс 20 июня (2 июля)—23 июня (5 июля) 1828 года в ходе Русско-турецкой войны (1828—1829); первое победное взятие крепости Карса русскими войсками в XIX веке, за ними последовали ещё два в 1855 и 1877 годах.
Война Османской империей была объявлена российским императором Николаем I из-за турецких нарушений договорённостей о судоходстве в черноморских проливах и иных провокационных действий Порты. Захват Карса входил в планы по отвлечению сил турок от главного театра военных действий на Балканском полуострове.
Важный опорный пункт между Анатолией и Южным Кавказом, который безуспешно штурмовали русские войска еще в 1807 году, Карс был первой целью в наступательных планах командующего русскими войсками на Кавказском театре военных действий генерала И. Ф. Паскевича. Лично командуя войсками, он выдвинулся 14 (26) июня 1828 года из Гюмри и 19 июня, через пять дней после перехода границы, достиг подступов к сильно укрепленному городу с армией, насчитывающей, по разным данным, от 5 до 8 тысяч человек. По данным российских отчетов, османские силы за укреплениями насчитывали от 8 000 до 11 000 человек (в основном ополченцев) со 150 орудиями под командованием Эмина-паши. Еще до 30 000 человек во главе с сераскиром Кёсе Мехмед-пашой двинулись на помощь крепости от Эрзурума.

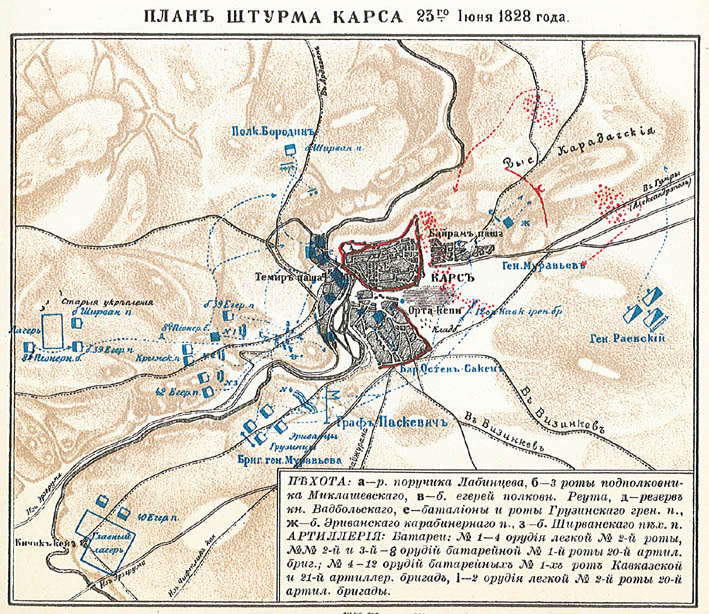
План штурма Карса

При появлении перед Карсом русские войска были встречены многочисленной турецкой конницей. Конный бой 19 июня завершился отходом турок в город. Зная о приближении крупной деблокирующей армии, Паскевич уже 23 июня повел свои войска на штурм.
Главный удар пришелся с юго-запада, где местность обеспечивала хорошее прикрытие и эффективность русской артиллерии. Утром 23 июня (5 июля) начался сильный артиллерийский огонь из 28 осадных орудий по укреплениям, что спровоцировало часть гарнизона на атаку русских позиций. Бой на мусульманском кладбище закончился поражением турок. Русские преследовали и захватили Армянское предместье на левом берегу реки Карс-чай. Также были захвачены мосты через реку. В это же время отряды, выделенные для демонстративных действий против других участков крепости, отвлекли часть сил турок. В завязавшихся уличных боях русские войска одну за другой захватили другие части города — Орта-Капу, Байрам-пашу и Карадаг. Остатки турецких войск отошли к цитадели, где сложили оружие. Было захвачено 151 орудие и большое количество пороха.
К моменту сдачи Карса сераскир Кёсе Мехмед-паша, спешивший на выручку, находился в 5 км к югу от русского лагеря. Он не решился штурмовать уже взятую русскими крепость и отошел к Ардагану.